# Circonvolution
 (février 2020).
 (février 2020).
Si vous disposez d'ouvrages ou d'articles de référence ou si vous connaissez des sites web de qualité traitant du thème abordé ici, merci de compléter l'article en donnant les références utiles à sa vérifiabilité et en les liant à la section « Notes et références ».
Pour les plissements du cerveau, voir Circonvolution cérébrale.
Dans le domaine de l'astronomie, la circonvolution est un ensemble comprenant un mouvement, de une ou plusieurs rotations, dans un plan de révolution dit aussi plan de l'écliptique. Tous les astres peuvent avoir leur propre circonvolution.
Exemple : tous les astres effectuent une circonvolution, plus ou moins excentrée ou décentrée, comme la Terre autour du centre de circonvolution du Soleil (périgée et apogée), en 366 rotations, une par jour, plus une pour sa révolution annuelle ceci dans un plan dit de l'écliptique passant par l’axe horizontal du globe terrestre.
La Lune, elle, effectue sa circonvolution en une rotation par révolution décentrée (Lune près ou Lune loin) autour de la Terre, en environ 28 jours, sur un plan de l'écliptique incliné par rapport à celui de la Terre autour du Soleil.
Un plan de l’écliptique ne passe pas toujours par le centre exact de l'astre central.